# Heinrich Voelter
Heinrich Voelter (* 1. Januar 1817 in Heidenheim; † 13. September 1887 in Heidenheim) war ein deutscher Erfinder und Papierfabrikant.

## Leben
Heinrich Voelter wuchs in seiner Geburtsstadt auf und ging dort in die Volksschule, wo er von seinem Großvater Philipp Jakob Voelter (1757–1840) unterrichtet wurde. Mit 14 Jahren begann er eine Kaufmannslehre bei einer Heidenheimer Weberei und Färberei. Daneben lernte er von seinem Vater Heinrich Bernhard Voelter (1784–1847), der am Ort eine Papiermühle betrieb, die Kunst der Papierherstellung.
Nach der Lehre ging Voelter zu Carl Friedrich August Fischer nach Bautzen, um an dessen Papierfabrik seine Kenntnisse einzubringen und zu vervollständigen. Während seines Aufenthaltes in Sachsen lernte er Friedrich Gottlob Keller (1816–1895) kennen, von dem er 1846 ein Patent zur Papierherstellung aus Holzfaserbrei übernahm, das er so weiterentwickelte, dass die industrielle Herstellung von Papier aus Holz möglich wurde (bis dahin wurde Papier aus Lumpen hergestellt). Hierbei war ihm ab 1848 nach dem Tod seines Vaters und der Rückkehr in seine Heimatstadt der Heidenheimer Schlossereibesitzer Johann Matthäus Voith (1803–1874) behilflich, der 1852 zunächst zwei Spindelschleifer für die Voeltersche Papiermühle konstruierte.
Voelter und Voith verkauften nun gemeinsam Holzschleifereien an Papierfabriken in aller Welt, z. B. auch für die Papierfabrik Kübler und Niethammer in Kriebstein in Sachsen. Nachdem 1864 Voelters Papierfabrik abgebrannt war, wurde die Papierherstellung in Heidenheim endgültig eingestellt (in Heidenheim wurde bereits seit 1530 Papier hergestellt). Das von Johann Matthäus Voith gegründete Unternehmen Voith AG entwickelt und produziert aber auch heute noch Papiermaschinen für internationale Kunden.
Auf der Weltausstellung in Paris 1867 zeigte Voelter in Zusammenarbeit mit der Maschinenfabrik Gebr. Decker & Co. eine vollständige betriebsfähige Holzschleifereianlage. Gebr. Decker und Voelter wurden dafür mit der goldenen Medaille ausgezeichnet.
Heinrich Voelter gehörte von 1856 bis 1861 dem Parlament in Stuttgart an.

## Ehrungen
- Die Stadt Heidenheim ehrte Heinrich Voelter durch die Benennung einer Straße nach ihm.

## Nachlass
- Briefe, Patente, Papierproben, Notizbücher und Zeichnungen aus dem Nachlass von Heinrich Voelter in N 43 (Adolf Benedello) im Westfälischen Wirtschaftsarchiv Dortmund.[3]

## Schriften
- Heinrich Voelter: Ueber die Darstellung von Papierstoff aus Holz. In: Kunst- und Gewerbeblatt des polytechnischen Vereins für das Königreich Bayern, 51 (1865), Sp. 494–504.
- Heinrich Voelter: Mittheilungen über die Darstellung von Papierstoff aus Holz nach Patent von Heinrich Voelter. 4. Aufl. Heidenheim 1867.